# Vavrinec
Vavrinec este o comună slovacă, aflată în districtul Vranov nad Topľou din regiunea Prešov. Localitatea se află la altitudinea de 285 m deasupra n.m., se întinde pe o suprafață de 5,45 km2 și în 2017 număra 60 de locuitori.

## Istoric
Localitatea Vavrinec este atestată documentar din 1363.

## Demografie
| An:                | 1994 | 2004    | 2014   | 2024   |
| ------------------ | ---- | ------- | ------ | ------ |
| Număr de persoane: | 81   | 63      | 60     | 59     |
| Diferență:         |      | −22,22% | −4,76% | −1,66% |

| An:                | 2023 | 2024   |
| ------------------ | ---- | ------ |
| Număr de persoane: | 61   | 59     |
| Diferență:         |      | −3,27% |